# Парамун
Парамун (болг. Парамун) — село в Болгарии. Находится в Перникской области, входит в общину Трын. Население составляет 49 человек.

## Политическая ситуация
Парамун подчиняется непосредственно общине и не имеет своего кмета.
Кмет (мэр) общины Трын — Станислав Антонов Николов (Граждане за европейское развитие Болгарии (ГЕРБ)) по результатам выборов в правление общины.